# 95 (numero)
Novantacinque (95) è il numero naturale dopo il 94 e prima del 96.

## Proprietà matematiche
- È un numero dispari.
- È un numero composto, con i seguenti 4 divisori: 1, 5, 19, 95. Poiché la somma dei divisori (escluso il numero stesso) è 25 < 95, è un numero difettivo.
- È un numero semiprimo.
- In 95, la funzione di Mertens, che è negativa per la maggior parte dei numeri precedenti, raggiunge un nuovo massimo di 2. Questo non è sorpassato fino a 218.
- È un numero endecagonale.
- È un numero piramidale esagonale.
- Non è la somma di due numeri primi.
- È parte delle terne pitagoriche (57, 76, 95), (95, 168, 193), (95, 228, 247), (95, 900, 905), (95, 4512, 4513).
- È un numero nontotiente in quanto dispari e diverso da 1.
- È un numero intero privo di quadrati.
- È un numero congruente.

## Astronomia
- 95P/Chiron è una cometa periodica del sistema solare.
- 95 Arethusa è un asteroide della fascia principale del sistema solare.
- NGC 95 è una galassia spirale della costellazione del segno Pesci.

## Astronautica
- Cosmos 95 è un satellite artificiale russo.

## Chimica
- È il numero atomico dell'Americio (Am), un attinide.

## Religione
Le 95 tesi, fu un elenco di tesi che il frate agostiniano Martin Lutero propose alla pubblica discussione il 31 ottobre 1517.